# Lie Lie Live
Lie Lie Live är den första EP:n av den amerikanske musikern Serj Tankian. EP:n släpptes exklusivt på Rhapsody.com i maj 2008 och existerar enbart i form av digital download. EP:ns namn är en travestering på låten "Lie Lie Lie", en av Tankians egna låtar som släpptes på debutalbumet Elect the Dead. Liveversionerna av "Lie Lie Lie" och "The Unthinking Majority" spelades in den 25 oktober 2007 på House of Blues i Las Vegas under MySpaces konsert The List. Remixen av "Empty Walls" är gjord av DJ LethalRush.

## Låtlista
Alla låtar är skrivna och komponerade av Serj Tankian, om inte annat anges. 
| Nr | Titel                             | Längd |
| -- | --------------------------------- | ----- |
| 1. | Lie Lie Lie (Live)                | 3:49  |
| 2. | The Unthinking Majority (Live)    | 3:53  |
| 3. | Empty Walls (Victorious Club Mix) | 5:45  |
| 4. | Sky Is Over (Fawk Yeah Remix)     | 3:39  |
| 5. | Empty Walls (Dub Remix)           | 4:01  |